# The Dot and the Line
The Dot and the Line: A Romance in Lower Mathematics (ISBN 1-58717-066-3) es un libro escrito e ilustrado por Norton Juster, publicado por primera vez en 1963 por Random House. Su trama está inspirada en la novela Flatland, romance of many dimensions de Edwin Abbott Abbott.
En 1965, los animadores Chuck Jones y Maurice Noble, en colaboración con el estudio MGM Animation/Visual Arts, adaptaron The Dot and the Line a un cortometraje de 10 minutos para Metro-Goldwyn-Mayer, narrado por Robert Morley. El filme ganó el Óscar al mejor cortometraje animado de 1965. Cinco años más tarde, Jones adaptó otro libro de Juster, The Phantom Tollbooth, a una película animada.
El cortometraje aparece en el DVD de The Glass Bottom Boat del 2005.

## Trama
Cuenta la historia de una sensible línea recta que se enamora de un punto. El punto, sin embargo, encuentra a la línea aburrida y convencional, por lo que focaliza sus sentimientos hacia un garabato de personalidad despreocupada. Si bien al principio sufre por el rechazo, la línea se esfuerza y un día logra variar su forma. Tras días de práctica, la línea logra convertirse en lo que quisiera. 
Cuando el punto nota esto, se da cuenta de que además de representar libertad y diversión, el garabato no era más que caos y pereza. Es por esto que el punto lo abandona y opta por la línea. Tras esto, la línea y el punto vivieron "si no siempre felices, al menos razonablemente".

## Curiosidades
- Para darle su aspecto alocado al garabato, los dibujos fueron hechos en papel de arroz.

- Datos: Q1350339